# 70.80 Ritorno Al Futuro
70.80 Ritorno Al Futuro è un album dal vivo di Antonello Venditti uscito il 10 giugno 2014.

## Descrizione
È stato registrato durante il tour omonimo che si è svolto in 18 date Sold Out tra gennaio e aprile 2014. Nella scaletta, fedele a quella del tour, sono presenti cinque brani in versione speciale registrati in due concerti speciali intitolati "La Festa", e svoltisi l'8 e il 9 marzo a Roma in occasione del 65º compleanno del cantautore romano. In questi brani ha partecipato il vecchio gruppo di Venditti, ovvero Stradaperta.

## Tracce
CD 1
1. Sora Rosa – 4:36
2. Mio padre ha un buco in gola – 4:05
3. Roma capoccia – 4:47
4. Campo de' fiori – 4:40
5. Compagno di scuola – 5:34
6. Le cose della vita – 3:09
7. Lo stambecco ferito – 9:45
8. Penna a sfera – 5:47
9. Le tue mani su di me – 5:43
10. Marta – 7:14
11. Lilly – 7:28
12. Giulia* – 5:09

CD 2
1. Sotto il segno dei pesci* – 6:10
2. Bomba o non bomba* – 5:22
3. Sara* – 3:18
4. Modena* – 8:55
5. Notte prima degli esami – 5:23
6. Ci vorrebbe un amico – 3:31
7. Grazie Roma – 3:46
8. Dimmelo tu cos'è – 4:11
9. Settembre – 4:13
10. Peppino – 3:39
11. Ricordati di me – 5:42
12. In questo mondo di ladri – 6:22

## Formazione
- Antonello Venditti - voce
- Alessandro Canini - batteria, chitarra e basso
- Alessandro Centofanti - pianoforte, organo Hammond e tastiera
- Danilo Cherni - tastiera
- Amedeo Bianchi - sassofono

Per i brani contrassegnati con *, oltre ai quattro musicisti già menzionati, ha partecipato il gruppo Stradaperta, formato da:
- Renato Bartolini - chitarra acustica ed elettrica, mandolino
- Rodolfo Lamorgese - chitarra acustica, armonica a bocca
- Claudio Prosperini - chitarra elettrica
- Marco Vannozzi - basso